# Olivier de Châtillon
Olivier de Châtillon († 28. September 1433) war Graf von Penthièvre, Vizegraf von Limoges, Herr von Avesnes, Landrecies etc. Seine Eltern waren Johann I., Graf von Penthièvre und Goëllo, Vizegraf von Limoges, der älteste Sohn von Charles de Blois-Châtillon, Herzog von Bretagne, und Marguerite de Clisson, die wiederum eine Tochter des Connétable Olivier V. de Clisson war.
Er heiratete am 22. (vielleicht auch 12.) Juli 1406 Isabella von Burgund, † 18. September 1412, Tochter von Johann Ohnefurcht, Herzog von Burgund (Haus Burgund), in der Hoffnung, auf diese Weise seine vom Großvater ererbten Ansprüche auf die Bretagne, für die er sein Leben lang kämpfte, besser durchsetzen zu können. Die Ehe blieb kinderlos. Erst 16 Jahre nach dem Tod seiner Ehefrau trat er ein zweites Mal vor den Traualtar. Er heiratete 1428 Jeanne de Lalaing, Herrin von Quiévrain, † 1467, Tochter von Simon II. de Lalaing († 1388) und Jeanne de Ligne. Mit Jeanne de Lalaing hatte er einen Sohn und eine Tochter, die bereits als Kinder starben. Da Olivier de Châtillon-Blois somit ohne Erben war, als er selbst 1433 starb, trat sein Bruder Johann II. in Penthièvre und Limoges seine Nachfolge an.
Siehe: Haus Châtillon